# Улица Юлиуса Фучика (Москва)
У́лица Ю́лиуса Фу́чика — улица в Пресненском и Тверском районах ЦАО Москвы между улицей Красина и 1-й Тверской-Ямской улицей. Здесь расположены посольства Чехии и Словакии.

## Происхождение названия
Ранее называлась Нововасильевский переулок по соседней Васильевской улице. Переименована в 1963 году в честь чешского писателя и общественного деятеля Юлиуса Фучика (1903—1943), казнённого за антифашистскую деятельность. Находясь в заключении, написал книгу «Репортаж с петлёй на шее».

## Описание
Улица начинается от улицы Красина, проходит на северо-восток параллельно Васильевской улице (слева) и улице Гашека (справа), пересекает 2-ю и 1-ю Брестские улицы и заканчивается на 1-й Тверской-Ямской улице напротив 2-го Тверского-Ямского переулка.

## Здания и сооружения

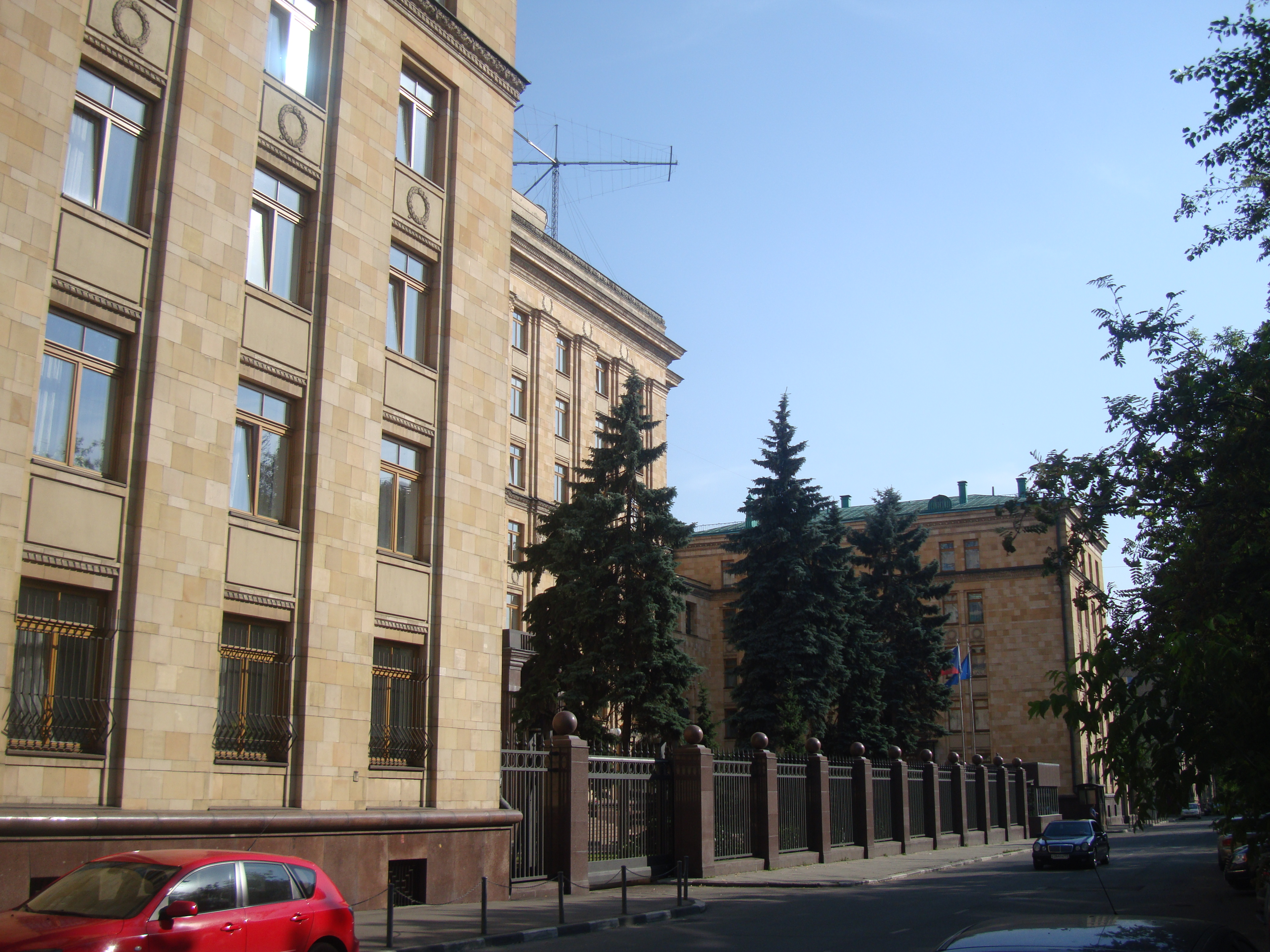
№ 12-14. Посольство Чехии.

На пересечении улицы Фучика с Первой Тверской-Ямской улицей находилась построенная выдающимся архитектором Ф. О. Шехтелем в 1890—1902 годах Никольская часовня в память о дне бракосочетания императора Николая II и императрицы Александры Фёдоровны во имя Николая Чудотворца при храме Василия Кесарийского (не сохранилась).
По нечётной стороне:
- Дом 17—19 — посольство Словацкой республики;

По чётной стороне:
- Дом 2/30 — издательство «Последнее слово»;
- Дом 6, строение 2 — Энерготехмонтаж;
- Дом 12—14 — посольство Чешской республики.

## Происшествия
- 19 февраля 2012 года в подвальных помещениях дома № 2/30, занятых несколькими организациями, произошёл взрыв.[1] Хотя МЧС России не подтвердило информацию о взрыве, заявив, что причиной пожара стал поджог,[2] многие обстоятельства указывают на то, что взрыв был.